# Unicoi
Unicoi é uma cidade  localizada no estado norte-americano de Tennessee, no Condado de Unicoi.

## Demografia
Segundo o censo norte-americano de 2000, a sua população era de 3519 habitantes.
Em 2006, foi estimada uma população de 3529, um aumento de 10 (0.3%).

## Geografia
De acordo com o United States Census Bureau tem uma área de
42,1 km², dos quais 42,1 km² cobertos por terra e 0,0 km² cobertos por água. Unicoi localiza-se a aproximadamente 726 m acima do nível do mar.

## Localidades na vizinhança
O diagrama seguinte representa as localidades num raio de 12 km ao redor de Unicoi.